# Saint-Vérand (Isère)
Saint-Vérand település Franciaországban, Isère megyében. Lakosainak száma 1723 fő (2022. január 1.). Saint-Vérand Beaulieu, Chevrières, Murinais, Saint-Marcellin, Saint-Sauveur, Têche és Varacieux községekkel határos.

## Népesség
A település népessége az elmúlt években az alábbi módon változott:
| Lakosok száma | 839  | 1251 | 1348 | 1730 | 1744 | 1727 | 1721 | 1713 | 1717 | 1723 |
|               | 1968 | 1982 | 1990 | 2006 | 2013 | 2015 | 2017 | 2019 | 2020 | 2022 |